# Laurentia
La Laurentia ou Laurentie est un paléocontinent, formant la base de l'Amérique du Nord et du Groenland, aussi connu sous le nom de craton nord-américain. Le bouclier canadien en est la partie la plus ancienne (datant de la période archéenne, entre 4 et 2,5 milliards d'années). Son nom provient du fleuve Saint-Laurent.

## Histoire
- Protérozoïque

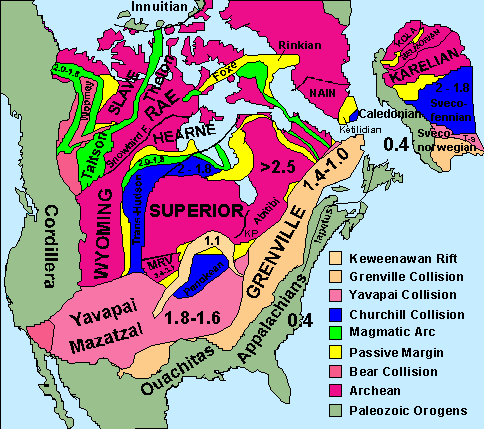
Cratons en Amérique du Nord.

La Laurentia au sein du super-continent mineur Laurussia au Dévonien.

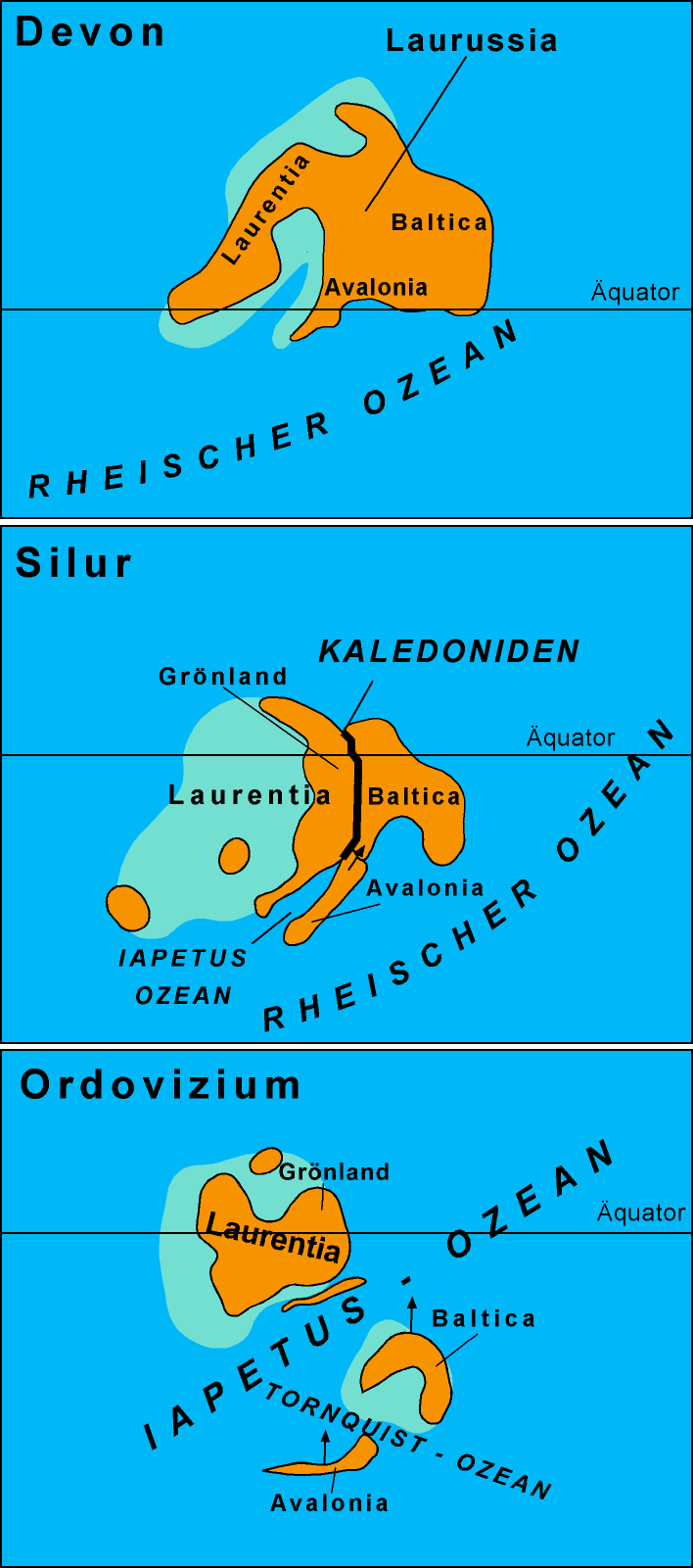
Positions de l'Avalonia, de la Baltica et de la Laurentia, de l'Ordovicien jusqu'au Dévonien.

  - La Laurentia se forme il y a 1,9 à 1,8 milliard d'années par la réunion des cratons du Wyoming, de Hearne et de Rae, du Lac des Esclaves, de Nain, du lac Supérieur, ainsi que par l'accrétion d'éléments comme la région du désert de Mojave, par une série d'orogenèses (en bleu et vert sur la carte ci-contre) au cours de l'assemblage du supercontinent de Nuna. Les accrétions de Mazatzai et de Yavapai ont lieu il y a 1,8 à 1,6 milliard d'années.
  - De 1100 à 750 millions d'années, la Laurentia fait partie du supercontinent de Rodinia, dont elle est le centre, et se situe aux alentours de l'équateur.
  - De 750 à 600 millions d'années, la Laurentia dérive vers le sud avec la Sibérie, la Baltica, l'Amazonie, l'Afrique occidentale et le craton de Rio de la Plata.
  - Il y a 600 millions d'années, la Laurentia fait partie du supercontinent de Pannotia, et se situe autour de 60° sud.
- Paléozoïque
  - De 570 à 444 millions d'années, la Laurentia est un continent séparé et dérivant vers le nord ; il se situe sur l'équateur au Silurien.
  - Vers 470 millions d'années, l'arc insulaire taconique entre en collision avec la côte sud de la Laurentia (actuelle côte est de l'Amérique du Nord).
  - De 444 à 414 millions d'années, la Laurentia entre en collision avec la Baltica et l'Avalonia pour former le continent de Laurussia, fermant l'Océan Iapétus et élevant la chaîne calédonienne.
  - De 340 à 270 millions d'années, la Laurussia, dont fait partie la Laurentia, entre à son tour en collision avec le supercontinent du Gondwana : l’orogenèse alléghanienne forme le supercontinent Pangée, et donne naissance aux montagnes hercyniennes.
- Mésozoïque
  - De 220 à 160 millions d'années, un rift se forme entre la Laurentia et le Gondwana, ouvrant l'Atlantique et divisant la Pangée en deux. La Laurentia fait partie du nord de la Pangée, appelé la Laurasie. Elle se situe alors aux alentours de 30° nord.
  - Vers 170 millions d'années, les montagnes Rocheuses commencent à s'élever sur la bordure ouest de la Laurentia du fait de la subduction de la future plaque Pacifique.
  - Vers 120 millions d'années, la Laurasie se fissure et la Laurentia commence à se séparer de la future Eurasie.
  - Vers 85 millions d'années, en raison de la dislocation de la Laurasie, la Laurentia commence à se scinder en deux, entre le futur Groenland et la future Amérique du Nord.
- Cénozoïque
  - Vers 25 millions d'années, la Laurentia s'est entièrement détachée de l'Eurasie et forme deux masses distinctes séparées par l'océan : le Groenland et l'Amérique du Nord.
  - Il y a 3 millions d'années, l'Amérique du Nord est rattachée à l'Amérique du Sud par la formation de l'isthme de Panama.